# Blyth Tait
Blyth Tait, född den 10 maj 1961 i Whangarei i Nya Zeeland, är en nyzeeländsk ryttare.
Han tog OS-brons i lagtävlingen i fälttävlan i samband med de olympiska ridsporttävlingarna 1996 i Atlanta.